# Sophien- und Hufeland-Klinikum Weimar

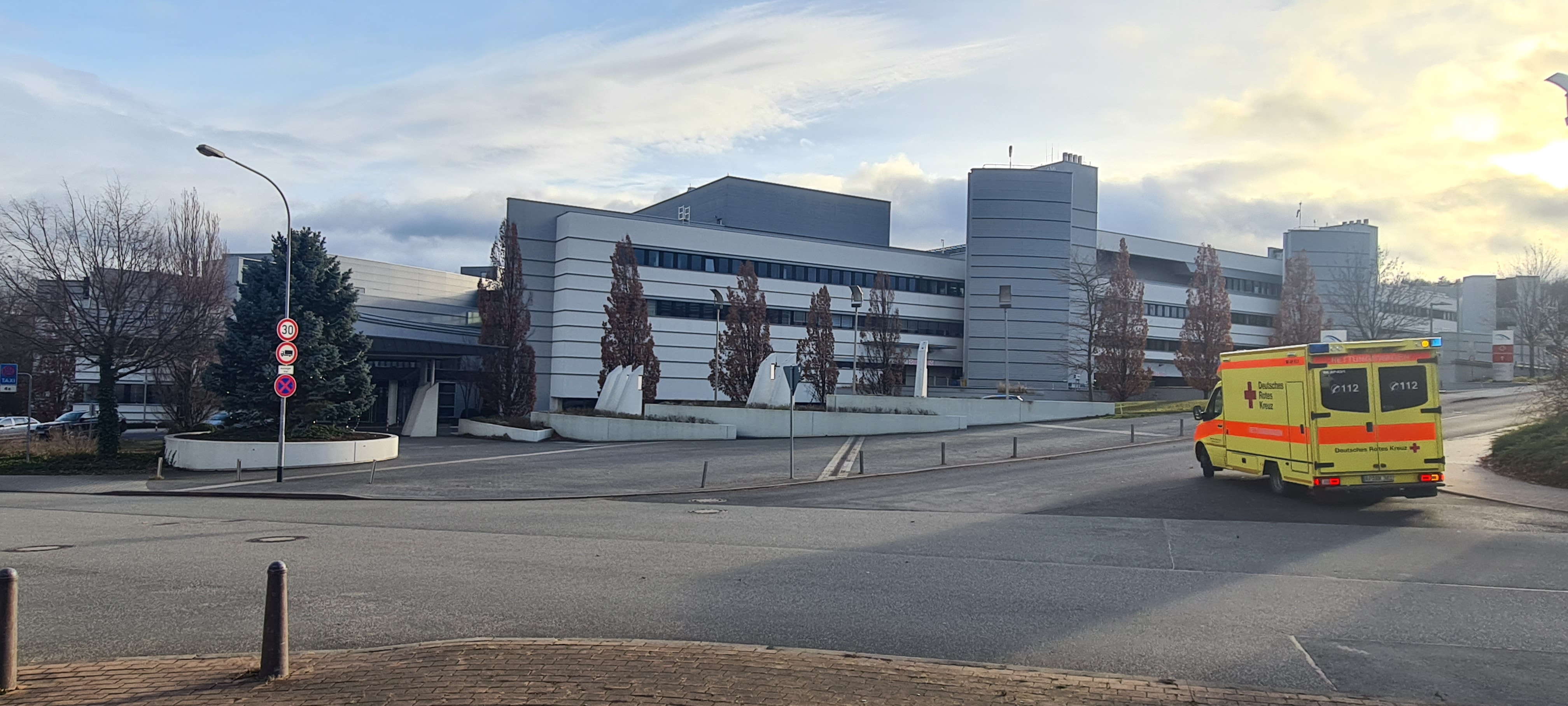
Sophien- und Hufeland-Klinikum Weimar vor dem Haupteingang (2023)

Das Sophien- und Hufeland-Klinikum Weimar ist ein Akutkrankenhaus mit Sitz in der Kulturstadt Weimar und ein Akademisches Lehrkrankenhaus der Universität Jena mit regional-intermediärem Versorgungsauftrag.

## Geschichte
Das Sophien- und Hufeland-Klinikum Weimar entstand 1998 aus dem Zusammenschluss der diakonischen „Stiftung Sophienhaus Weimar“ und der städtischen „Hufeland-Kliniken Weimar GmbH“. 2004 übernahm das Marienstift Arnstadt die von der städtischen Hufeland-Trägergesellschaft Weimar GmbH gehaltenen Geschäftsanteile. Seit 2021 ist das größte christliche Krankenhaus in Thüringen in ausschließlicher Trägerschaft von Unternehmen des Stiftungsverbundes der Stiftung Sophienhaus.
Benannt ist das Klinikum nach Großherzogin Sophie von Oranien-Nassau und dem Arzt Christoph Wilhelm Hufeland.

## Kliniken und Zentren
Das Sophien- und Hufeland-Klinikum Weimar hat 510 Betten und beschäftigt mehr als 1000 Mitarbeiter. Im Jahresdurchschnitt werden 62.000 Patienten behandelt, davon mehr als die Hälfte ambulant.

### Kliniken und Fachbereiche
- Klinik für Allgemein-, Viszeral- und Gefäßchirurgie
- Klinik für Anästhesie und Intensivmedizin
- Klinik für Geriatrie
- Klinik für Gynäkologie und Geburtshilfe
- Klinik für Hals-Nasen-Ohren-Heilkunde, Kopf- und Halschirurgie und Plastische Operationen
- Klinik für Innere Medizin I (Kardiologie)
- Klinik für Innere Medizin II (Gastroenterologie)
- Klinik für Innere Medizin III (Diabetes/Nephrologie/Pulmologie)
- Klinik für Innere Medizin IV (Onkologie/Palliativmedizin)
- Klinik für Kinder- und Jugendmedizin
- Klinik für Neurologie und Klinische Neurophysiologie
- Klinik für Orthopädie, Unfall- und Handchirurgie
- Klinik für Psychiatrie und Psychotherapie
- Klinik für Psychosomatik und Psychotherapie
- Klinik für Radiologie und Nuklearmedizin
- Zentrum für Physikalische und Rehabilitative Medizin

### Zentren
- Beckenbodenzentrum
- Darmzentrum
- Diabetisches Fußzentrum
- Diabetologikum DDG
- EndoProthetikZentrum der Maximalversorgung Weimar
- Notfallzentrum
- Perinatalzentrum Level II
- Zentrum für Multimodale Schmerztherapie
- Interdisziplinäres Shuntreferenzzentrum

### Zentrale Bereiche
- Operative Tagesklinik
- Intensivstation
- Zentral-OP

### Weitere Abteilungen
- Zentralapotheke
- Evangelische Pflegeschule

### Trivia
Das Weimarer Klinikum verfügt über eine Rohrpostanlage für die interne Verteilung von Postsendungen und Dokumenten.